# 灣岬狼
灣岬狼（挪威語：Varg Vikernes，1973年2月11日—）生於挪威卑爾根，挪威音樂家和政治極端分子。音樂上，主要通過黑金屬樂隊Mayhem和Burzum成名。政治上，主要通過激進批判猶太文化、批判基督教以及親歐洲立場文章成名。在1994年，湾岬狼因谋杀 Mayhem 乐队吉他手 Euronymous 并被指控与数起焚烧教堂事件有关而被判入狱。

## Burzum 音樂項目
音樂項目  Burzum 於1991在挪威卑爾根成立，并迅速成為早期挪威黑金屬運動的重要一員。在1992年和1993年期間， Burzum 錄製了4張專輯。然而，在1994年，灣岬狼因謀殺 Mayhem 樂隊吉他手 Euronymous 并被指控與數起焚燒教堂事件有關而被判入獄。在獄中，灣岬狼錄製了2張黑暗氛圍風格的專輯，其樂器部分完全由合成器完成，因為他在獄中被禁止使用吉他，貝司和架子鼓等樂器。 Burzum 是黑金屬音樂中最具有影響力的成員之一。

## Burzum 樂隊專輯
- 1992 – Burzum（1992年1月）
- 1993 – Aske（“灰燼”）（1992年8月）
- 1993 – Det som engang var（“這曾經是”）（1992年4月）
- 1994 – Hvis lyset tar oss（“假如光明把我們抓走”）（1992年9月）
- 1996 – Filosofem（“哲理”）（1993年3月）
- 1997 – Dauði Baldrs（“巴德爾的死亡”）（1994年–1995年）
- 1999 – Hliðskjálf（“至高王座”）（1998年）
- 2010 – Belus（2009年）
- 2011 – From the Depths of Darkness（“來自深邃之暗”）（2010年3月）
- 2011 – Fallen（2010年11月）
- 2012 – Umskiptar（“變換”）（2011年9月）
- 2013 – Sôl austan, Mâni vestan（“太陽以東，月亮以西”）（2012年）